# San Giovanni a Porta Latina
San Giovanni a Porta Latina är en fornkristen basilika i södra Rom, helgad åt aposteln och evangelisten Johannes. Kyrkan är belägen i närheten av Porta Latina i Rione Celio.
Kyrkan antas ha grundats omkring år 550 och byggdes om av påven Hadrianus I 772. Interiörens fresker samt kampanilen är från 1100-talet.